# Mátészalka gyászban van
A Mátészalka gyászban van egy népballada Gacsaj Pestáról, aki – ha élt egyáltalán – a XIX. század elején volt betyár, és szívesen elcsábította Mátészalka lányait és asszonyait. A legenda szerint egyszer a bíró feleségét is, a bíró pedig felbiztatta a falubeli legényeket, hogy öljék meg.
A dallamnak több változata van, a szöveg meglehetősen állandó, legfeljebb a település és a személy neve változik.

## Kotta és dallam
1)
 
2)
 
3)
4) A kis kottafejjel jelölt hangok díszítések, nem számítanak a szótagszámba és a kadenciába. Szövegük megismétli az előző három hang szövegét.
| Mátészalka gyászba' van, Mátészalka gyászba' van, Mátészalka gyászba' van, Gacsaj Pista halva van, Gacsaj Pista halva van. | Még vasárnap délután, Még vasárnap délután, Még vasárnap délután, maga mén a lyány után, Maga mén a lyány után. | Mondta néki az anyja, Mondta néki az anyja, Mondta néki az anyja, Pista fiam, jer haza, Pista fiam jer haza.                       |
| Nem menek én még haza, Nem menek én még haza, Nem menek én még haza, vérben ázok én még ma, Vérben ázok én még ma.         | Hazafelé mentében, Hazafelé mentében, Hazafelé mentében, rézfokos a fejében, Dufla kés a szívében.              | Lyányok, lyányok sírjatok, Lyányok, lyányok sírjatok, Lyányok, lyányok sírjatok, gyöngykoszorút fonjatok, Gyöngykoszorút fonjatok. |

## Felvételek
- Mátészalka gyászba van. Mátészalkai Dancs Lajos népdalkör  Youtube. Szatmárhegy (2016. június 2.)  (Hozzáférés: 2016. december 4.) (videó)